# مساعدات دولية لإيران والعراق في حرب البلدين
خلال فترة الحرب العراقية الإيرانية والتي استمرت ثمان سنوات تم تقديم الكثير من المساعدات الدولية العسكرية لكلا الطرفين حيث حصلت كل من إيران والعراق على كميات كبيرة من الأسلحة والمواد الأخرى المفيدة في تطوير المنشآت العسكرية كافة.

## إيران

### الدعم العسكري
كانت الميليشيات الكردية التابعة للحزب الديمقراطي الكردستاني والاتحاد الوطني الكردستاني في شمال العراق تدعم إيران، فكلا المؤسستين تناهض حكم حزب البعث في العراق على أرض الواقع بدعم من إيران.

### دعم لوجيستي
بدأ داعمو إيران الخارجيون في التزايد تدريجيًا ليضموا سوريا وليبيا، التي كانت تحصل إيران منها على صواريخ سكود. وقامت بشراء الأسلحة من كوريا الشمالية وجمهورية الصين الشعبية، وكان أبرز ما اشترته صاروخ سلكوورم المضاد للسفن. كما قدمت الولايات المتحدة دعما سريا لإيران من خلال إسرائيل، وكان معظم هذا الدعم عبارة عن صواريخ تاو.

## العراق

### الدعم العسكري
كان الحزب الإيراني المسلح المنشق «مجاهدي خلق» يدعم العراق وكان يشتبك مع القوات الكردية الموالية لإيران في شمال العراق بالقرب من الحدود الإيرانية.

### دعم لوجيستي
كان الجيش العراقي مسلحًا بصورة أساسية بالأسلحة التي اشترتها العراق سابقًا من الاتحاد السوفيتي وبأقماره الصناعية في العقد السابق. وقامت أثناء الحرب أيضًا بشراء معدات متطورة ومنها الصواريخ النوويه تجاوزت قيمتها مليارات الدولارات من فرنسا وجمهورية الصين الشعبية ومصر وألمانيا ومن مصادر أخرى. وكانت مصادر توريد الأسلحة الثلاثة الأساسية للعراق أثناء الحرب هي الاتحاد السوفيتي ثم الصين ثم فرنسا.
قامت الولايات المتحدة ببيع طائرات مروحية تجاوزت قيمتها 200 مليون دولار أمريكي استخدمها الجيش العراقي أثناء الحرب. وكانت هذه هي الصفقة المباشرة الوحيدة بين الولايات المتحدة والجيش العراقي. وفي الوقت نفسه بدأت وكالة المخابرات المركزية سرًا في توجيه الأجهزة غير أمريكية المنشأ إلى قوات صدام حسين المسلحة، «لضمان أن العراق لديه كميات كافية من الأسلحة العسكرية والذخيرة والمركبات لئلا يخسر حرب الخليج الأولى.»
قدمت أيضًا ألمانيا والولايات المتحدة والمملكة المتحدة التقنية «ثنائية الاستخدام» التي تسمح للعراق بتطوير منظومة الصواريخ ورادار الدفاع.
وبحسب نسخة غير مراقبة من إعلان العراق للأمم المتحدة المكون من 11000 صفحة والذي تسرب إلى Die Tageszeitung ونشرت عنه الإنديبندنت تقريرًا، حصل العراق على المعرفة والمواد اللازمة لتطوير الأسلحة غير التقليدية من 150 شركة أجنبية من دول مثل ألمانيا الغربية والولايات المتحدة وفرنسا والمملكة المتحدة وجمهورية الصين الشعبية.
كان الممولون الماليون الأساسيون للعراق هي الدول الخليجية الغنية بالنفط، ومن أبرزها المملكة العربية السعودية (قدمت 30.9 مليار دولار أمريكي) والكويت (قدمت 8.2 مليارات دولار أمريكي) والإمارات العربية المتحدة (قدمت 8 مليارات دولار أمريكي).
وكشفت فضيحة بوابة العراق أن فرع أتلانتا لأكبر بنك في إيطاليا، بنك Banca Nazionale del Lavoro، والذي يعتمد اعتمادًا كبيرًا على قروض بضمان دافعي الضرائب الأمريكيين، قد قام بتقديم 5 مليارات دولار أمريكي للعراق في الفترة من 1985 إلى 1989.

## الاختلافات

### الولايات المتحدة
كانت الترسانة الإيرانية في سنوات الحرب الأولى مصنوعة كلها تقريبًا في الولايات المتحدة والتي خلفتها القوات المسلحة الإمبراطورية التابعة لـ الشاه المخلوع.

#### إيران - كونترا
حصلت إيران على أسلحة وقطع غيار للأنظمة الأمريكية المتبقية من عصر الشاه من خلال صفقات أسلحة سرية مع مسؤولين في إدارة ريجان، وكان ذلك يتم أولاً بطريقة غير مباشرة من خلال إسرائيل ثم بطريقة مباشرة. فقد كان من المأمول أن تقوم إيران في مقابل ذلك بإقناع الجماعات الأصولية المختلفة بإطلاق سراح المحتجزين الغربيين، رغم أن هذا لم يحدث؛ وتم توجيه الصفقات إلى جماعة كونترا في نيكاراجوا فيما أصبح يعرف باسم إيران - كونترا.

#### المخابرات
كانت الولايات المتحدة تمد إيران بمعلومات استخباراتية قبل ثورة 1979. وفي منتصف أكتوبر 1979، تم إرسال ضابط من وكالة المخابرات المركزية إلى طهران بناءً على طلب من وزارة الخارجية الأمريكية لتحذير الحكومة من خطة العراق لغزو إيران. ولكن توقف التعاون الأمريكي من هذا النوع عندما تم حصار السفارة الأمريكية.

#### الهدف الإستراتيجي
تناول المؤلف جورج كريل في كتابه حرب تشارلي ويلسون تورط وكالة المخابرات المركزية في حرب الخليج الأولى:
حسبما فسر بطل إد جوشنيويكس - أفراكوتس والرجل الثاني في قسم العمليات في ذلك الوقت - لقد كانوا يمهدون الطريق في حقل الألعاب:«لم نكن نريد لأي من الجانبين أن يحصل على أية ميزات. فلقد كنا نريد من كل منهما أن يجهز على الآخر».
ذكر محلل وكالة المخابرات المركزية الأمريكية جراهام فولر عام 1985 أنه ينبغي أن تبيع الولايات المتحدة الأسلحة لإيران كوسيلة لتقييد النفوذ السوفيتي هناك. روبرت إم جاتس، الذي كان حينئذٍ رئيس مجلس المخابرات الوطنية في وكالة المخابرات المركزية الأمريكية، قام بتقديم هذا الاقتراح والذي أخذ دورته بتوقيع مدير المخابرات المركزية ويليام كيسي. ولكن رفض هذا الاقتراح وزير الخارجية القوي جورج شولتز ووزير الدفاع كاسبر وينبرجر.

## جدول
| الدولة                   | دعم العراق | دعم إيران |  |
| ------------------------ | --- | --- |  |
| الأرجنتين                | | بيع يورانيوم وأسلحة |  |
| النمسا                   | مبيعات قطع المدفعية ذاتية الدفع | بيع هاوتزر نوع 140 GHN-45 مع مخزونات كبيرة من الذخيرة |  |
| بلجيكا                   | | بيع محركات نفاثة لطائرة إف-4 فانتوم. |  |
| البرازيل                 | بيع ذخيرة وسيارات مدرعة وقاذفة صواريخ متعددة تكتيكية | مورد رئيسي (بيع 500 مدرعة كاسكافل وأوروتو):9 |  |
| كندا                     | مبيعات مواد حربية | |  |
| الصين                    | بعض الدعم المالي والصادرات العسكرية | بيع معدات عسكرية، مثل طائرات مقاتلة وصواريخ أرض-جو وقاذفات صواريخ ودبابات ومدفعية |  |
| الدنمارك                 | مبيعات معدات عسكرية | |  |
| مصر                      | صادرات عسكرية | |  |
| إثيوبيا                  | | بيع 12 طائرة من نوع نورثروب إف-5 الثانية |  |
| فرنسا                    | بيع معدات عسكرية عالية التقنية ويورانيوم. طالع: دعم فرنسا للعراق أثناء حرب الخليج الأولى | مبيعات سرية لكميات كبيرة من قذائف المدفعية (تسليم 500,000 قذيفة 155ملم و 203ملم) |  |
| ألمانيا الشرقية          | بيع معدات عسكرية ذات تقنية عالية | |  |
| ألمانيا الغربية          | بيع معدات عسكرية عالية التقنية | معدات دفاع الحرب الكيميائية |  |
| المجر                    | مبيعات مواد حربية | |  |
| إسرائيل                  | | دعم سري. طالع: دعم إسرائيل لإيران أثناء حرب الخليج الأولى |  |
| إيطاليا                  | تمويل بعدة مليارات من الدولارات. بيع ألغام برية وبحرية بالإضافة إلى اليورانيوم. طالع: دعم إيطاليا للعراق أثناء حرب الخليج الأولى                                                                                     | بيع ألغام برية وبحرية |  |
| اليابان                  | معدات هندسية مثل الشاحنات والجرارات والجرافات وغيرها. | معدات هندسية مثل الشاحنات والجرارات والجرافات وغيرها. |  |
| الأردن                   | كانت المملكة الأردنية الهاشمية خط تموين رئيسي. طالع: العلاقات الأردنية العراقية | |  |
| كوريا الشمالية           | | باعت أسلحة منتجة محليا، كما كانت بمثابة وسيط للمبيعات السرية للاتحاد السوفياتي والأقمار الصناعية السوفيتية والصين. طالع: دعم كوريا الشمالية لإيران أثناء حرب الخليج الأولى [الإنجليزية] |  |
| هولندا                   | | تمول إيران بما مجموعه 5 مليارات دولار.[بحاجة لمصدر]. بيع معدات دفاع الحرب الكيميائية.                                                                                                   |  |
| كوريا الجنوبية           | | تم بيع 12 طائزة من نوع إف-4 فانتوم الثانية بالإضافة إلى قطع الغيار، ومدفعية مثل KH-179، وغيرها من الأسلحة الثقيلة.                                                                      |  |
| الكويت                   | دعم مالي قدمت 8.2 مليارات دولار أمريكي | |  |
| ليبيا                    | | أسلحة وذخائر وقذائف باليستية. |  |
| باكستان                  | | صواريخ أرض جو تطلق من الكتف. دعم مالي غير قابل للتفسير وخفي لإيران. طالع: دعم الباكستان لإيران أثناء حرب الخليج الأولى [الإنجليزية]                                                     |  |
| بولندا                   | مبيعات عتاد عسكري | |  |
| البرتغال                 | بيع يورانيوم وأسلحة. طالع: البرتغال وحرب الخليج الأولى [الإنجليزية] | بيع ذخائر ومتفجرات. طالع: البرتغال وحرب الخليج الأولى [الإنجليزية]ref:8 |  |
| قطر                      | دعم مبدئي، وإن لم يكن علنا | |  |
| رومانيا                  | مبيعات عتاد عسكري | |  |
| السعودية                 | تمويل مقداره 20 مليار دولار. طالع: دعم المملكة العربية السعودية للعراق أثناء حرب الخليج الأولى [الإنجليزية] | |  |
| سنغافورة                 | قدمت سلائف الحرب الكيميائية؛ كان بمثابة نقطة عبور للأسلحة؛ كانت موقع تصنيع لأسلحة مصممة أجنبية. طالع: دعم سنغافورة للعراق خلال الحرب العراقية الإيرانية                                                              | |  |
| جنوب إفريقيا             | بيع أسلحة عسكرية (200 نظام المدفعية من نوع G5 155 ملم) | 30 نظام المدفعية من نوع G5 155 ملم |  |
| الاتحاد السوفيتي         | المعدات العسكرية والمستشارين. طالع: الاتحاد السوفيتي وحرب الخليج الأولى [الإنجليزية] | مبيعات سرية لمعدات عسكرية. طالع: الاتحاد السوفيتي وحرب الخليج الأولى [الإنجليزية] |  |
| إسبانيا                  | بيع أسلحة تقليدية وكيميائية، وخاصة ذخيرة ومتفجرات | بيع أسلحة، وخاصة ذخيرة ومتفجرات:8 |  |
| السودان                  | إرسال قوات للقتال إلى جانب القوات العراقية | |  |
| سوريا                    | | أسلحة وذخائر وقذائف باليستية. |  |
| السويد                   | | مبيعات سرية لنظام صواريخ أرض-جو RBS-70، وبيه مرافق ومعدات ومتفجرات ومواد لتصنيع الأسلحة المحلية وقوارب سريعة الهجوم.                                                                    |  |
| سويسرا                   | مبيعات مواد حربية وبيع معدات الحرب الكيميائية | بيع معدات دفاعية للحرب الكيميائيةسلمت 15 طائرة مروحية من طراز PC-6 و 47 طائرة تدريب مروحيات من طراز PC-7، فضلا عن معدات تشفير وكميات كبيرة من الذخيرة والمكونات الإلكترونية للرادارات.  |  |
| تركيا                    | بيع أسلحة. | بيع أسلحة. |  |
| الإمارات العربية المتحدة | مساعدات مالية | |  |
| المملكة المتحدة          | بيع معدات متعلقة بالأسلحة وسيانيد الصوديوم للأسلحة الكيميائية والبلوتونيوم ومطياف الغاز. طالع: دعم المملكة المتحدة للعراق أثناء حرب الخليج الأولى [الإنجليزية]                                                       | مبيعات معدات دفاعية للحرب الكيميائية. |  |
| الولايات المتحدة         | مساعدات الاقتصادية بلغت عدة مليارات من الدولارات. بيع التكنولوجيا ذات استخدام مزدوج وأسلحة غير أمريكية؛ الاستخبارات العسكرية، تدريب العمليات الخاصة. طالع: دعم الولايات المتحدة للعراق خلال الحرب العراقية الإيرانية | مبيعات أسلحة سرية (قضية إيران - كونترا) |  |
| يوغوسلافيا               | بيع أسلحة (بلغت قيمتها أكثر من ملياري دولار) | |  |